# Ту-155
Ту-155 — експериментальний варіант Ту-154 для відпрацювання двигунів з використанням кріогенного палива. Проєкт розроблявся з 1988 року. Тоді ж відбувся перший політ. Всього було виконано понад 100 польотів, з них 5 на рідкому водні.

Планувалося надалі використовувати напрацювання в проєктах:
- Ту-156 — корисне навантаження 14 тонн, двигуни — варіант НК-89, перший політ планувався на 1997.
- Ту-206 — варіант Ту-204 на 210 пасажирів з «кріогенними» двигунами
- Ту-136 — варіант Ту-134 з «кріогенними» двигунами.

На самому Ту-155 використовувався двигун НК-88 (тільки один — другий), що працює на водні, і два ТРДД НК-8-2 (перший і третій). Водневий бак був розміщений в задньому відсіку та постійно продувався повітрям або азотом (через конструктивні складнощі розміщення в крилі). Відмітна зовнішня риса даного літака — виступи дренажної системи на хвостовому оперенні.
Даний двигун міг використовувати і природний газ, перероблений варіант двигуна (НК-89) був застосований в проєкті Ту-156. За деякими даними, ці двигуни відпрацьовувалися для двомісного дослідного повітряно-космічного літака Ту-2000 (позначення використовувалося повторно). Програма припинена.

## Історія проєкту
У середині 70-х років у зв'язку з дефіцитом світового видобутку нафти і поглибленням енергетичної кризи інтенсифікувалися роботи по застосуванню альтернативних видів палива в промисловості і на транспорті.
В СРСР Академією наук спільно з рядом науково-дослідних інститутів та конструкторських бюро була розроблена програма науково-дослідних і дослідно-конструкторських робіт з широкого впровадження водневої енергетики в народне господарство. В авіаційній промисловості вона отримала назву: тема «Холод». ММЗ «Опит» було доручено створення летючої лабораторії, що використовує як паливо рідкий водень (на базі літака Ту-154Б). Ця програма дозволяла одночасно кардинально поліпшити екологічну обстановку в країні, а також закласти основи створення гіперзвукової і космічної авіації. У ході створення летючої лабораторії виявилася необхідність значного розширення обсягу науково-дослідних і дослідно-конструкторських робіт. У цей же період загострився дефіцит традиційних видів палив для транспортних засобів (гас, бензин) і потрібна була заміна його природним газом, який для авіації найбільш прийнятний у скрапленому стані — СПГ (скраплений природний газ). Виходячи з цих положень в АНТК ім. А. Н. Туполєва в 1980-х роках створено перший у світі літак-лабораторію Ту-155, що літав на рідкому водні і зрідженому природному газі (первісне позначення ЛЛ Ту-154).
Рідкий водень з його високою питомою теплотворною здатністю, втричі перевершує вуглеводневі палива, з винятковою екологічною чистотою виявився надзвичайно перспективний як пальне для різних двигунів.
Зріджений природний газ володіє рядом цінних переваг в порівнянні з традиційними авіаційними паливами. При наростанні дефіциту нафтових палив запаси природного газу становлять значну величину, а при неухильному зростанні цін на нафтові палива ціна на СПГ буде знижуватися. Теплотворна здатність СПГ на 15 % перевищує теплотворну здатність авіаційного гасу. Застосування СПГ на літаках дозволяє істотно знизити шкідливий екологічний вплив на довкілля.
З метою льотної оцінки можливості використання кріогенних палив на Ту-155 в порівнянні з базовим літаком Ту-154Б були виконані наступні конструктивні зміни:
- в спеціально виділеному відсіку салону літака встановили паливний бак з високоефективною теплоізоляцією для розміщення рідкого водню з температурою −253 °С або скрапленого природного газу з температурою −162 °С;
- допрацювали паливну систему літака;
- експериментальний паливний комплекс включав в себе систему подачі палива у двигун, систему підтримки тиску в баку з аварійним запобіжним пристроєм, систему циркуляції, наддуву бака, систему аварійного зливу кріогенного палива. Система подачі палива складалася з відцентрових і струменевих насосів, теплоізольованих трубопроводів, кріогенних агрегатів і клапанів;
- для управління і контролю роботи кріогенного комплексу на літаку встановили три додаткові системи: а) гелієву, керуючу агрегатами силової установки; б) азотну, що заміщує звичайну атмосферу у відсіках літака і попереджає екіпаж у випадку витоку кріогенного палива задовго до вибухонебезпечної концентрації; в) систему контролю вакууму в теплоізоляційних порожнинах; г) замість штатного центрального двигуна НК-8-2 встановили експериментальний двигун НК-88, створений в конструкторському бюро під керівництвом академіка Н. Д. Кузнецова (при цьому велику увагу приділили забезпеченню вибухопожежобезпеки двигуна).

Для обслуговування експериментального літака і виконання випробувальних робіт був створений авіаційний кріогенний комплекс.
Він складався з таких систем:
- системи заправки кріогенним паливом;
- системи пневможивлення;
- системи енергопостачання;
- системи телевізійного контролю;
- системи газового аналізу;
- системи зрошення водою на випадок пожежі;
- системи контролю якості кріогенного палива.

Комплекс дозволяв проводити різні види випробувань з використанням великих кількостей кріогенної рідини. Літаюча лабораторія робилася на базі серійного літака Ту-154 № 85035, доопрацьованого під стандарт Ту-154Б. Літак Ту-155 пройшов великий комплекс випробувань, в ході яких встановлено 14 світових рекордів, здійснений міжнародний переліт за маршрутом Москва — Братислава (Чехословаччина) — Ніцца (Франція), Москва — Ганновер (ФРН).

## Результати програми
Створення і льотні випробування експериментального літака Ту-155 збагатили радянську науку. Був придбаний досвід проєктування систем, що працюють на кріогенних паливах, накопичений досвід в розробці технологічних процесів виготовлення таких систем, вдалося освоїти нове обладнання та нові технологічні процеси.
Крім того, була створена спеціальна експериментальна база для випробувань літаків з силовими установками, що працюють на кріогенному паливі, освоєна нова випробувальна техніка та нові методи випробувань. Отриманий досвід поводження з рідким воднем і зрідженим природним газом, відпрацьовані прийоми та методи забезпечення вибухо-пожежобезпеки.
Набутий досвід у створенні та випробуваннях літака Ту-155 став доброю базою для майбутнього освоєння технологій створення пасажирських і вантажних літаків на кріогенних видах палива, а також основою для участі у міжнародній співпраці в цій сфері. Крім того, до 90-х років вдалося створити реальну внутрішньогалузеву і міжгалузеву кооперацію різних підприємств по розробці авіаційних кріогенних систем.
Основні характеристики Ту-155 аналогічні базовому Ту-154Б. Об'єм бака для кріогенного палива — 20 м3, максимальна тривалість польоту на кріогенному паливі — 120 хв.
Результати наробок були використані в проєкті Ту-156.